# Barizey
Ne doit pas être confondu avec Barisey-au-Plain ou Barisey-la-Côte.
Barizey est une commune française située dans le département de Saône-et-Loire en région Bourgogne-Franche-Comté.

## Géographie
Village agricole et viticole de la Côte chalonnaise, situé à environ 17 km de l'agglomération.

### Voies de communication et transports
L'autoroute A6 (échangeur de Chalon Nord) est à une quinzaine de kilomètres.

### Géologie et relief
Le village fait partie, en compagnie de quatre communes limitrophes, de la Vallée des Vaux. Son altitude varie de 234 à 465 mètres.

### Hydrographie
La rivière l'Orbize l'arrose, au hameau de Theurey.

### Climat
Pour des articles plus généraux, voir Climat de la Bourgogne-Franche-Comté et Climat de Saône-et-Loire.
En 2010, le climat de la commune est de type climat océanique dégradé des plaines du Centre et du Nord, selon une étude du Centre national de la recherche scientifique s'appuyant sur une série de données couvrant la période 1971-2000. En 2020, Météo-France publie une typologie des climats de la France métropolitaine dans laquelle la commune est exposée à un climat océanique altéré et est dans la région climatique Bourgogne, vallée de la Saône, caractérisée par un bon ensoleillement (1 900 h/an), un été chaud (18,5 °C), un air sec au printemps et en été et des vents faibles.
Pour la période 1971-2000, la température annuelle moyenne est de 10,8 °C, avec une amplitude thermique annuelle de 17,5 °C. Le cumul annuel moyen de précipitations est de 840 mm, avec 11,7 jours de précipitations en janvier et 7,1 jours en juillet. Pour la période 1991-2020, la température moyenne annuelle observée sur la station météorologique de Météo-France la plus proche, « Chalon-Champforgueil », sur la commune de Champforgeuil à 12 km à vol d'oiseau, est de 11,4 °C et le cumul annuel moyen de précipitations est de 736,5 mm. 
La température maximale relevée sur cette station est de 39,7 °C, atteinte le 12 août 2003 ; la température minimale est de −17,6 °C, atteinte le 20 décembre 2009,,.
Les paramètres climatiques de la commune ont été estimés pour le milieu du siècle (2041-2070) selon différents scénarios d'émission de gaz à effet de serre à partir des nouvelles projections climatiques de référence DRIAS-2020. Ils sont consultables sur un site dédié publié par Météo-France en novembre 2022.

## Urbanisme

### Typologie
Au 1er janvier 2024, Barizey est catégorisée commune rurale à habitat dispersé, selon la nouvelle grille communale de densité à sept niveaux définie par l'Insee en 2022.
Elle est située hors unité urbaine. Par ailleurs la commune fait partie de l'aire d'attraction de Chalon-sur-Saône, dont elle est une commune de la couronne,. Cette aire, qui regroupe 109 communes, est catégorisée dans les aires de 50 000 à moins de 200 000 habitants,.

### Occupation des sols
L'occupation des sols de la commune, telle qu'elle ressort de la base de données européenne d’occupation biophysique des sols Corine Land Cover (CLC), est marquée par l'importance des forêts et milieux semi-naturels (51,7 % en 2018), une proportion sensiblement équivalente à celle de 1990 (52 %). La répartition détaillée en 2018 est la suivante : forêts (51,7 %), zones agricoles hétérogènes (35,2 %), prairies (13,1 %). L'évolution de l’occupation des sols de la commune et de ses infrastructures peut être observée sur les différentes représentations cartographiques du territoire : la carte de Cassini (XVIIIe siècle), la carte d'état-major (1820-1866) et les cartes ou photos aériennes de l'IGN pour la période actuelle (1950 à aujourd'hui).

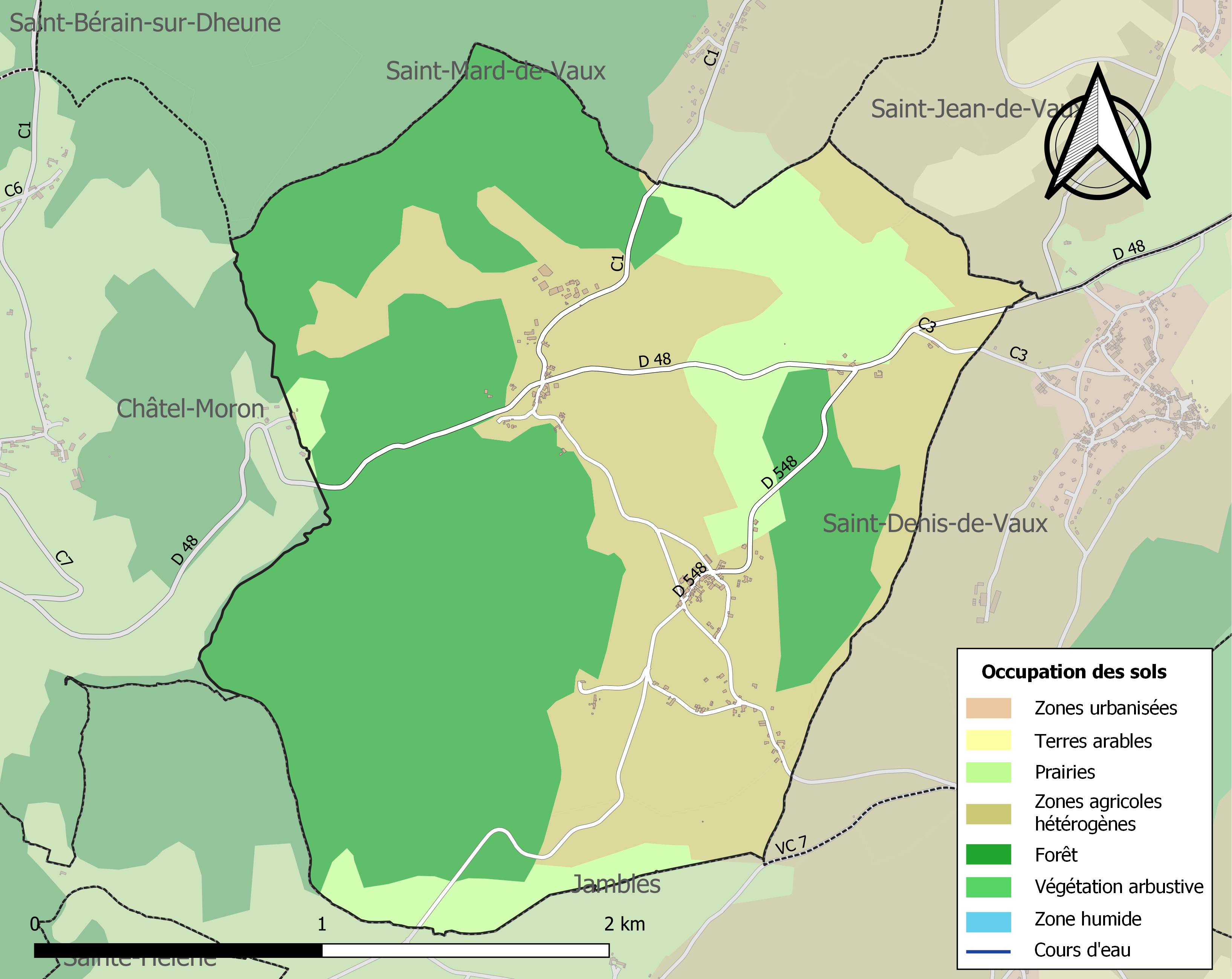
Carte des infrastructures et de l'occupation des sols de la commune en 2018 (CLC).

## Toponymie
Barizey est citée sous la forme de Barizé en 1261 dans la cartulaire de Saint-Vincent de Chalon.

## Histoire

### Antiquité
En 1910 sont découverts, près du Moulin-Neuf, au lieu-dit Camp du Pont, des tuiles à rebords, des monnaies romaines ainsi qu'un squelette d'enfant. Au même lieu, en 1934,  des sépultures, orientées à l'est, sont mises au jour.

### Moyen Âge
Le village dépendait autrefois de la justice du prieuré de Saint Jean de Vaux.

## Politique et administration

### Listes des maires
| Période                                  | Période   | Identité         | Étiquette | Qualité     |
| ---------------------------------------- | --------- | ---------------- | --------- | ----------- |
| Les données manquantes sont à compléter. |           |                  |           |             |
| 1990                                     | mars 2008 | Ernest Meunier   |           | Viticulteur |
| mars 2008                                | en cours  | Dominique Garrey |           | Apiculteur  |

### Canton et intercommunalité
La commune appartient au canton de Givry et fait maintenant partie du Grand Chalon.

### Politique environnementale
Le village dispose d'un lagunage et d'un conteneur à verre, ainsi que d'un autre à papier, installés près de la mairie.

## Population et société

### Démographie

#### Évolution démographique
L'évolution du nombre d'habitants est connue à travers les recensements de la population effectués dans la commune depuis 1793. Pour les communes de moins de 10 000 habitants, une enquête de recensement portant sur toute la population est réalisée tous les cinq ans, les populations de référence des années intermédiaires étant quant à elles estimées par interpolation ou extrapolation. Pour la commune, le premier recensement exhaustif entrant dans le cadre du nouveau dispositif a été réalisé en 2007.

En 2022, la commune comptait 139 habitants, en évolution de +0,72 % par rapport à 2016 (Saône-et-Loire : −1,06 %, France hors Mayotte : +2,11 %).
| 1793 | 1800 | 1806 | 1821 | 1831 | 1836 | 1841 | 1846 | 1851 |
| ---- | ---- | ---- | ---- | ---- | ---- | ---- | ---- | ---- |
| 291  | 276  | 291  | 291  | 492  | 319  | 334  | 319  | 298  |

| 1856 | 1861 | 1866 | 1872 | 1876 | 1881 | 1886 | 1891 | 1896 |
| ---- | ---- | ---- | ---- | ---- | ---- | ---- | ---- | ---- |
| 283  | 276  | 244  | 244  | 250  | 285  | 275  | 294  | 276  |

| 1901 | 1906 | 1911 | 1921 | 1926 | 1931 | 1936 | 1946 | 1954 |
| ---- | ---- | ---- | ---- | ---- | ---- | ---- | ---- | ---- |
| 272  | 274  | 233  | 193  | 160  | 124  | 131  | 145  | 150  |

| 1962 | 1968 | 1975 | 1982 | 1990 | 1999 | 2006 | 2007 | 2012 |
| ---- | ---- | ---- | ---- | ---- | ---- | ---- | ---- | ---- |
| 162  | 158  | 127  | 115  | 139  | 128  | 130  | 130  | 132  |

| 2017 | 2022 | - | - | - | - | - | - | - |
| ---- | ---- | - | - | - | - | - | - | - |
| 144  | 139  | - | - | - | - | - | - | - |

### Manifestations culturelles et festivités
Le Rallye International de la Côte-Chalonnaise passe dans le village au lieu-dit de Theurey.

### Écologie et recyclage

Les vignobles de la côte chalonnaise.

## Économie

### Vignoble
Il y a plusieurs domaines viticoles implantés sur la commune : Domaine Bertrand, Domaine Masse (à Theurey), Domaine Meunier Gaëlle et Jérôme et leur fils Kilian.

## Culture locale et patrimoine

### Lieux et monuments

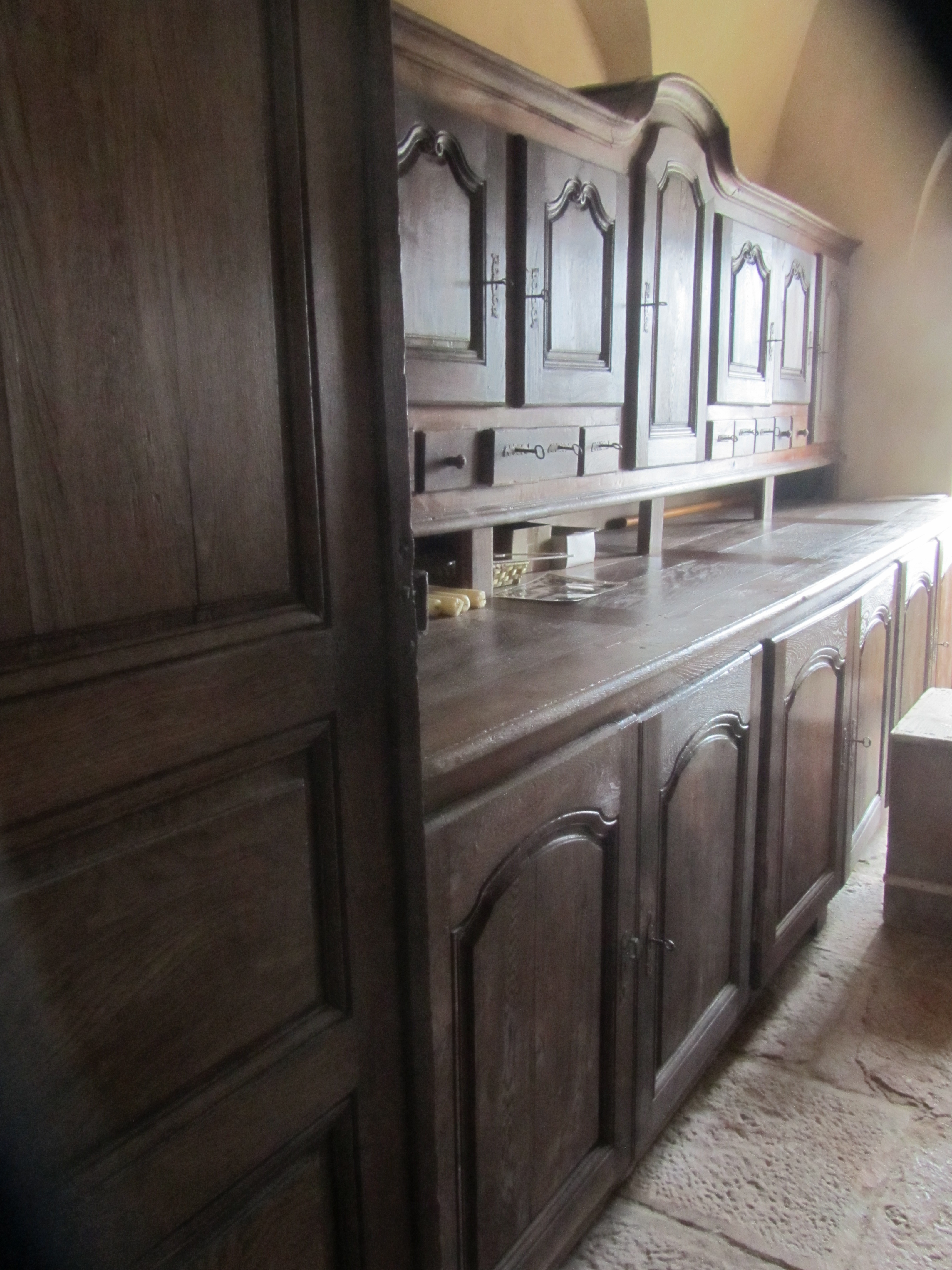
Sacristie de l'église de Barizey

L'église Saint-Jean-l'Évangéliste a été construite lorsque les habitants de Barizey ont décidé de se constituer en une communauté indépendante en se séparant de Saint-Jean-de-Vaux. En 1780, ils ont confié à Émiland Gauthey, ingénieur en chef des États de Bourgogne dont les qualités d'architecte étaient unanimement appréciées la responsabilité de construire non seulement l'église mais également le presbytère. Il se laissa d'autant plus facilement convaincre qu'il se passionnait pour la technique des voûtes déjà mise également en application dans l'église de Givry. L'inauguration a eu lieu le 10 mai 1786. La qualité de ces constructions leur a valu d'être inscrites aux Monuments Historiques. Les vitraux sont l’œuvre du Chalonnais J-H Bernard (1891). L’État a financé les travaux à hauteur de 55 % et le département de Saône-et-Loire de 25 %, les 20 % restant à la charge de la commune. La restauration a commencé par le clocher (1992). Ont suivi la restauration extérieure dont le toit de lauze calcaire ainsi que la consolidation du dôme dont  les finitions sont en attente. En revanche, la commune a pris à sa charge les travaux de restauration du presbytère devenu maison commune.

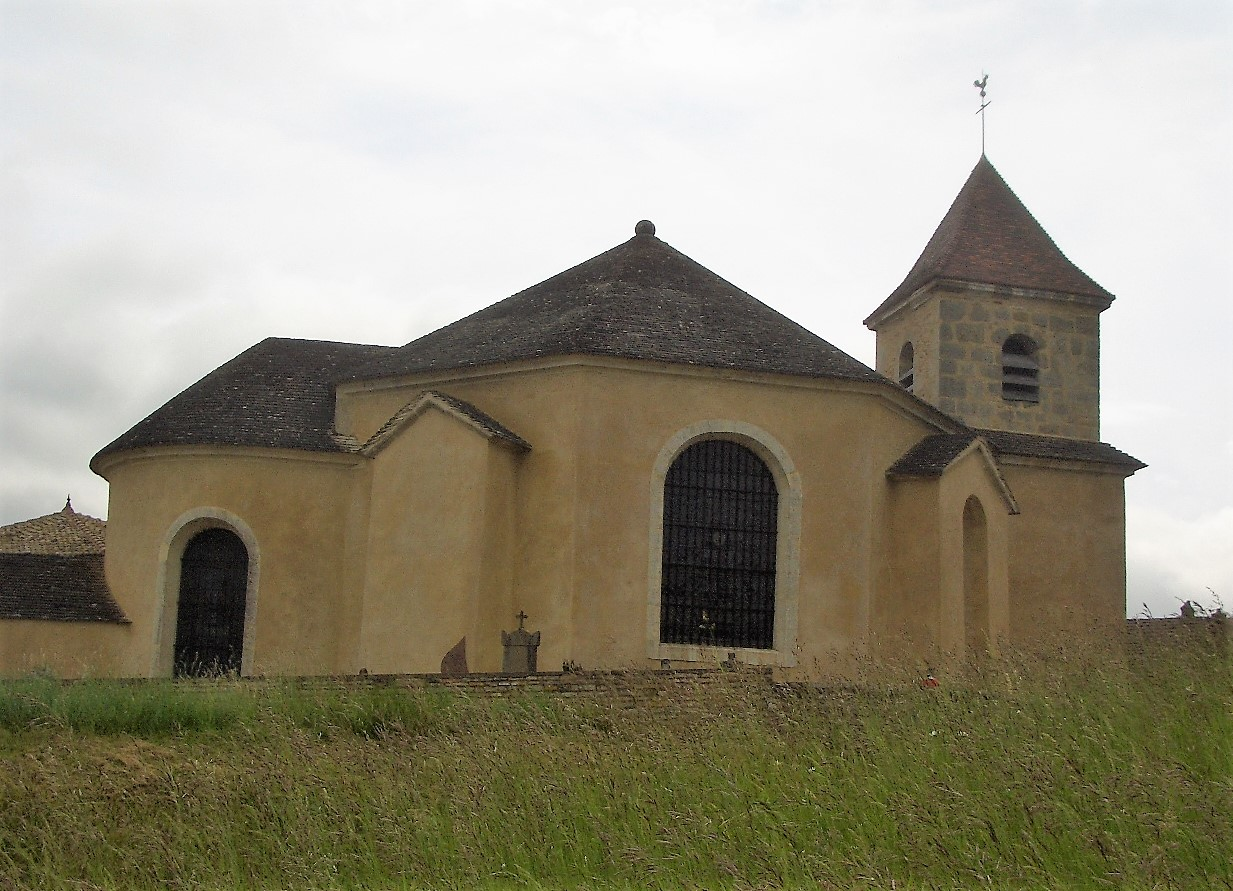
Vue extérieure de l'église de Barizey.
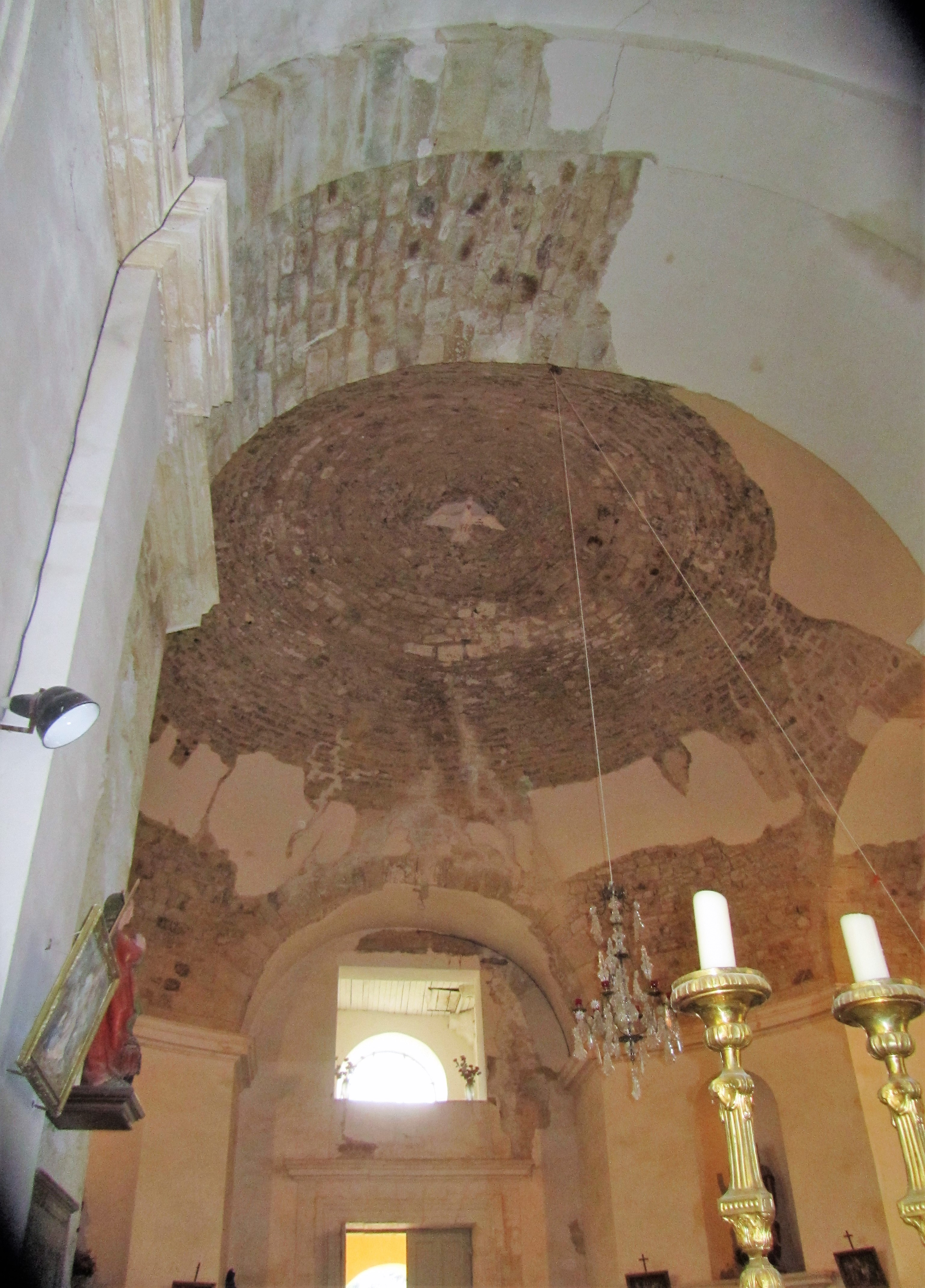
Vue intérieure du dôme avant travaux.
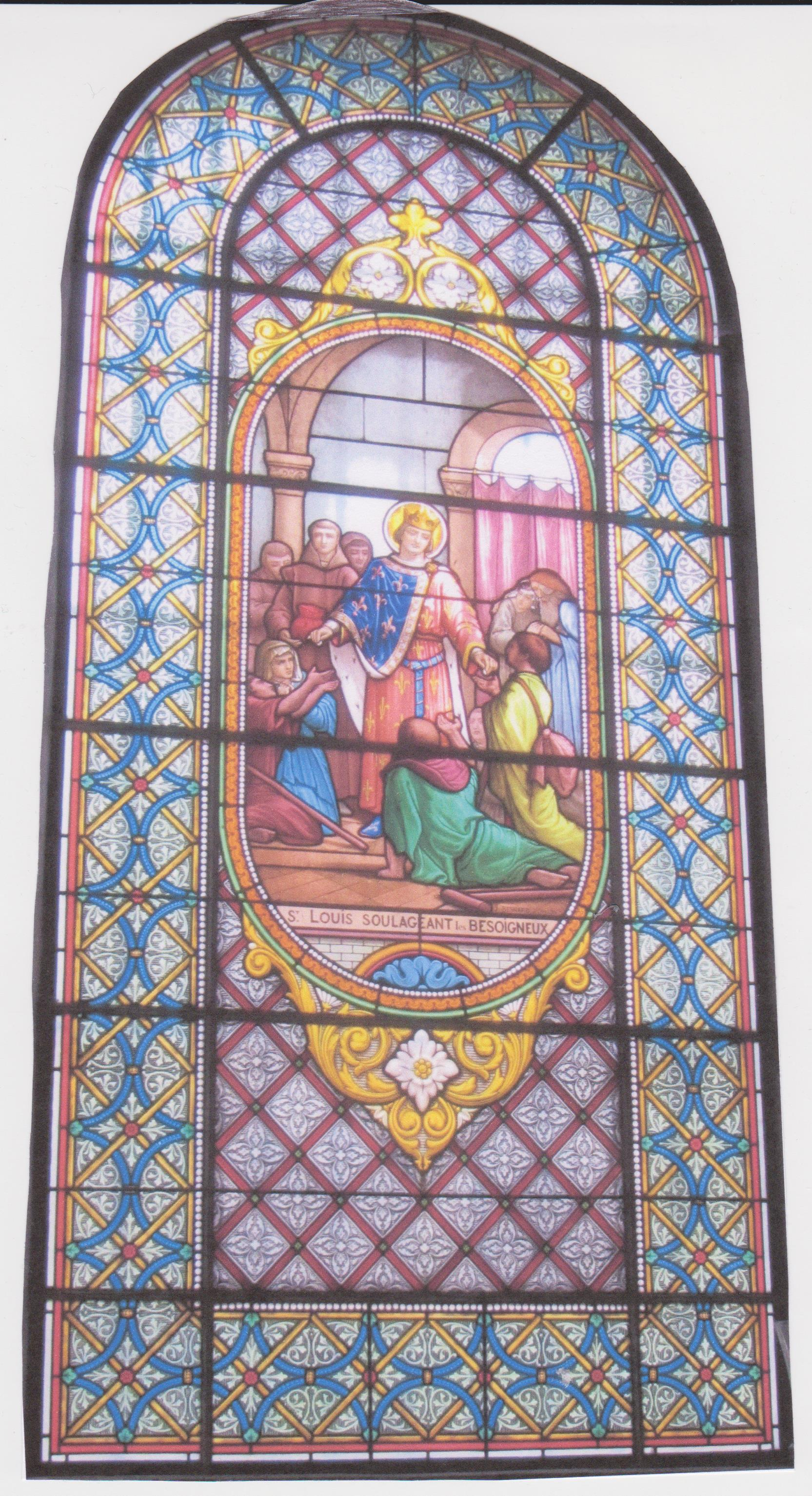
Vitrail de l'église de Barizey.
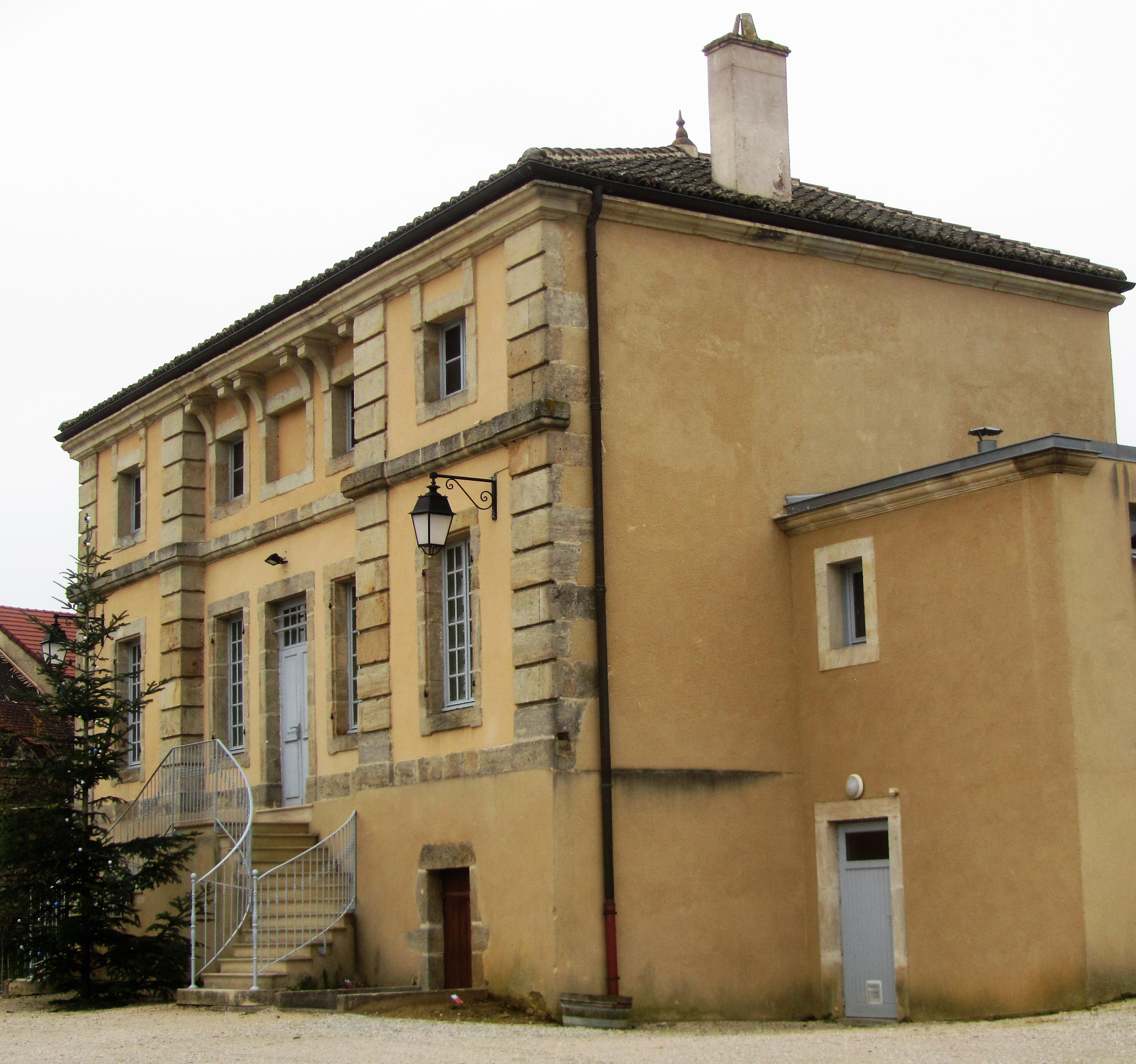
Presbytère de Barizey.

Statue de sainte Marguerite du XVIe siècle.
Un lavoir XIXe siècle et une fontaine couverte, un autre lavoir à Theurey.

### Personnalités liées à la commune
- les frères Gadan lesquels, en compagnie de leur père, y développent une activité de construction d'enjambeurs à partir des années 1950. L'aventure, qui s'appuie sur des éléments mécaniques provenant de véhicules légers, s'interrompt brutalement en 1975 faute d'avoir réussi à mettre en place un réseau de distribution cohérent, après une centaine d'engins livrés. Certains exemplaires ont pu être préservés, et sont visibles dans des collections privées[21].

### En images

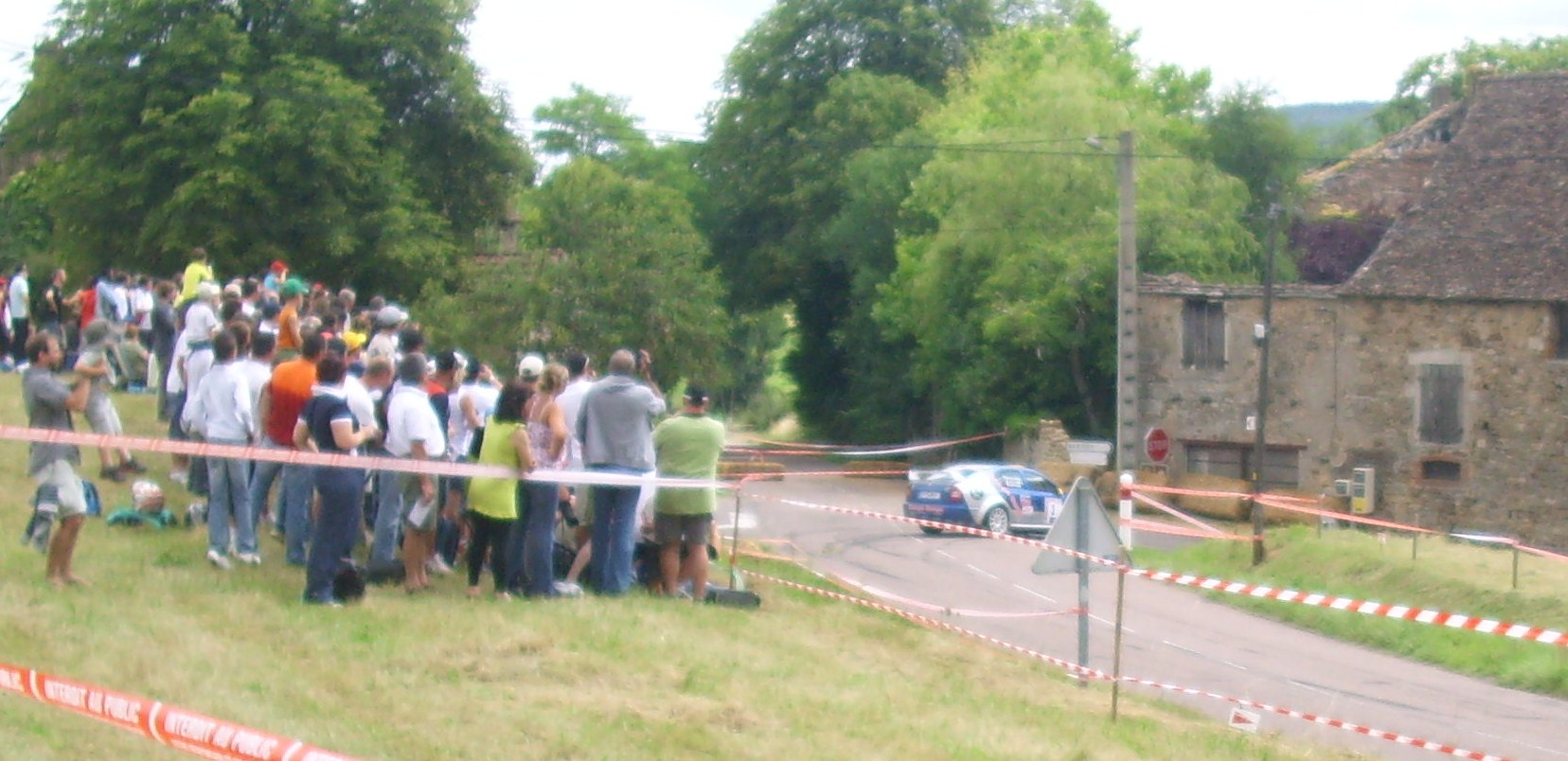
Rallye de la Côte chalonnaise, au lieu-dit Theurey.
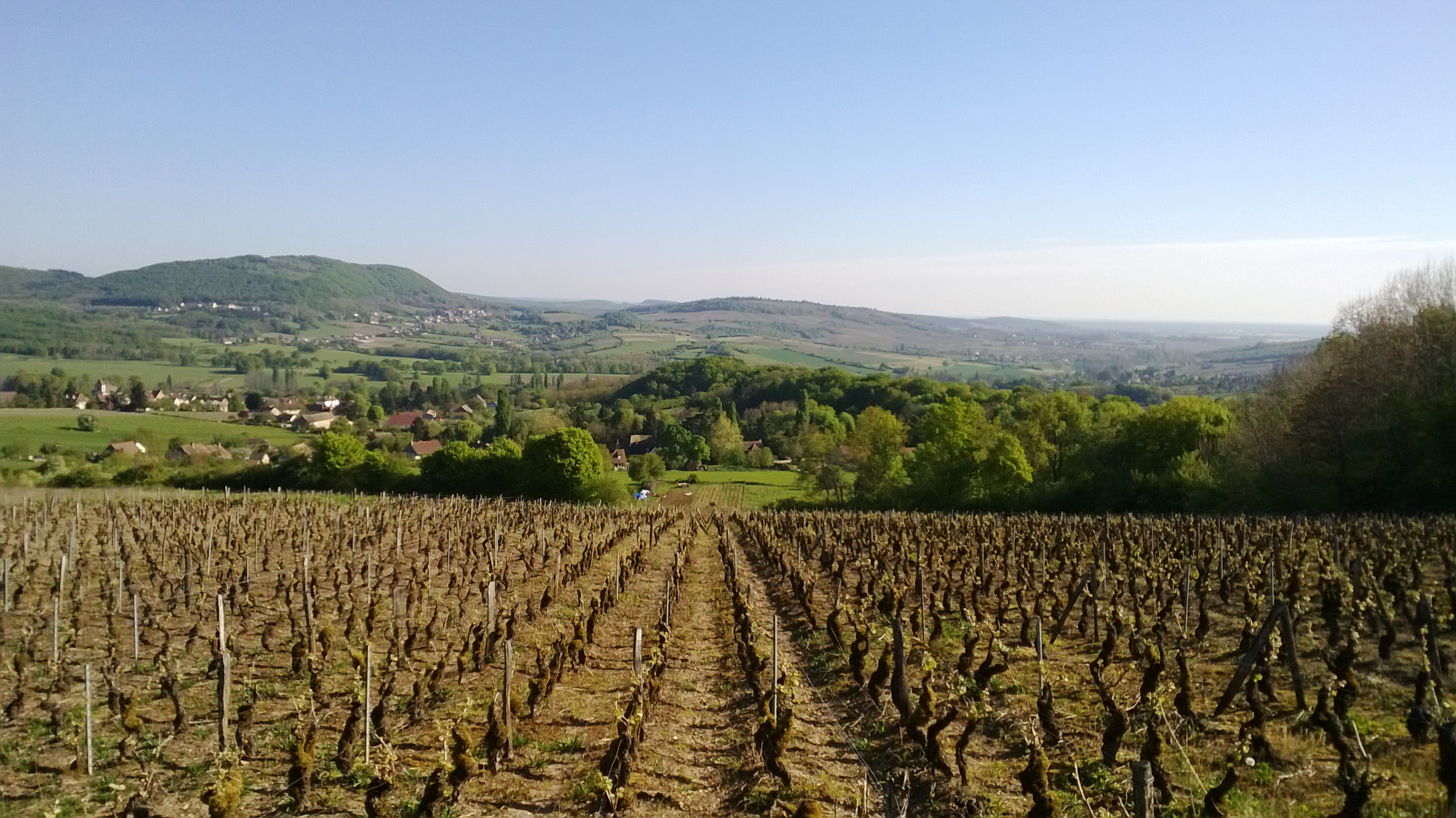
Vue de la Vallée des Vaux et son vignoble, depuis Barizey.
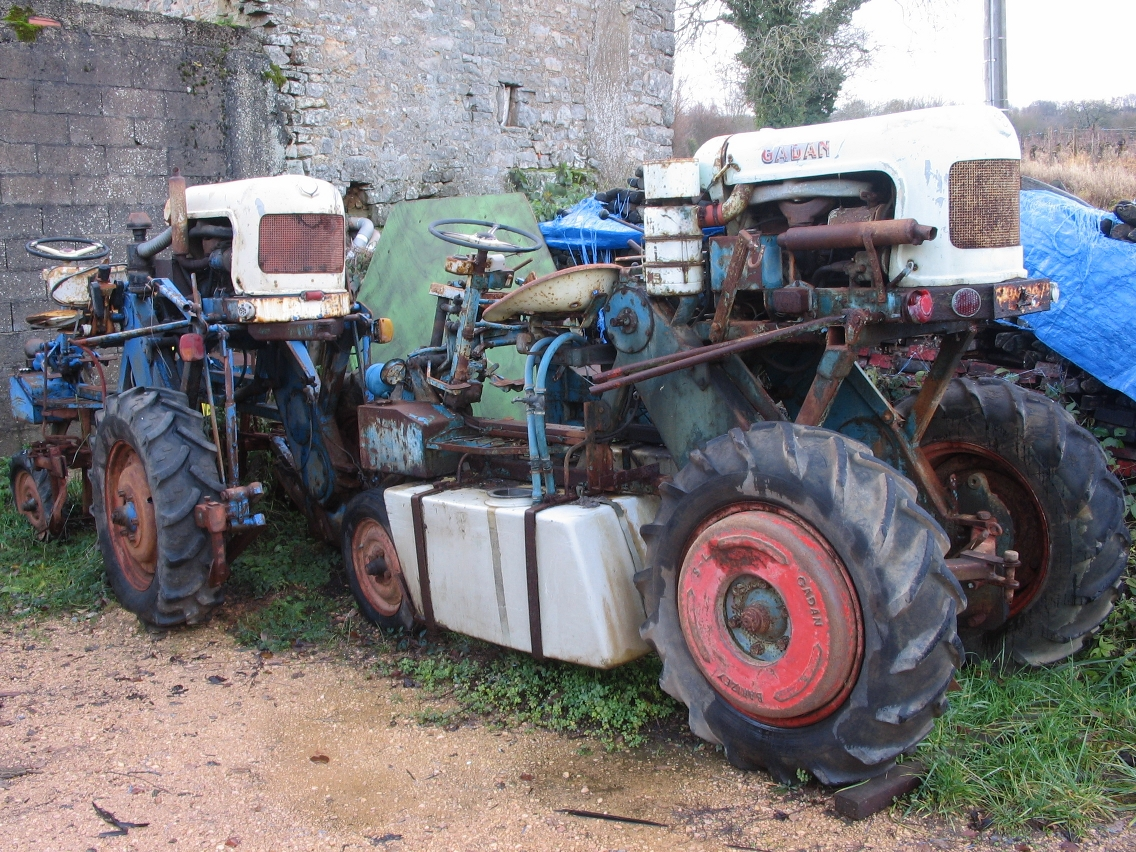
A quelques encâblures des vignes.
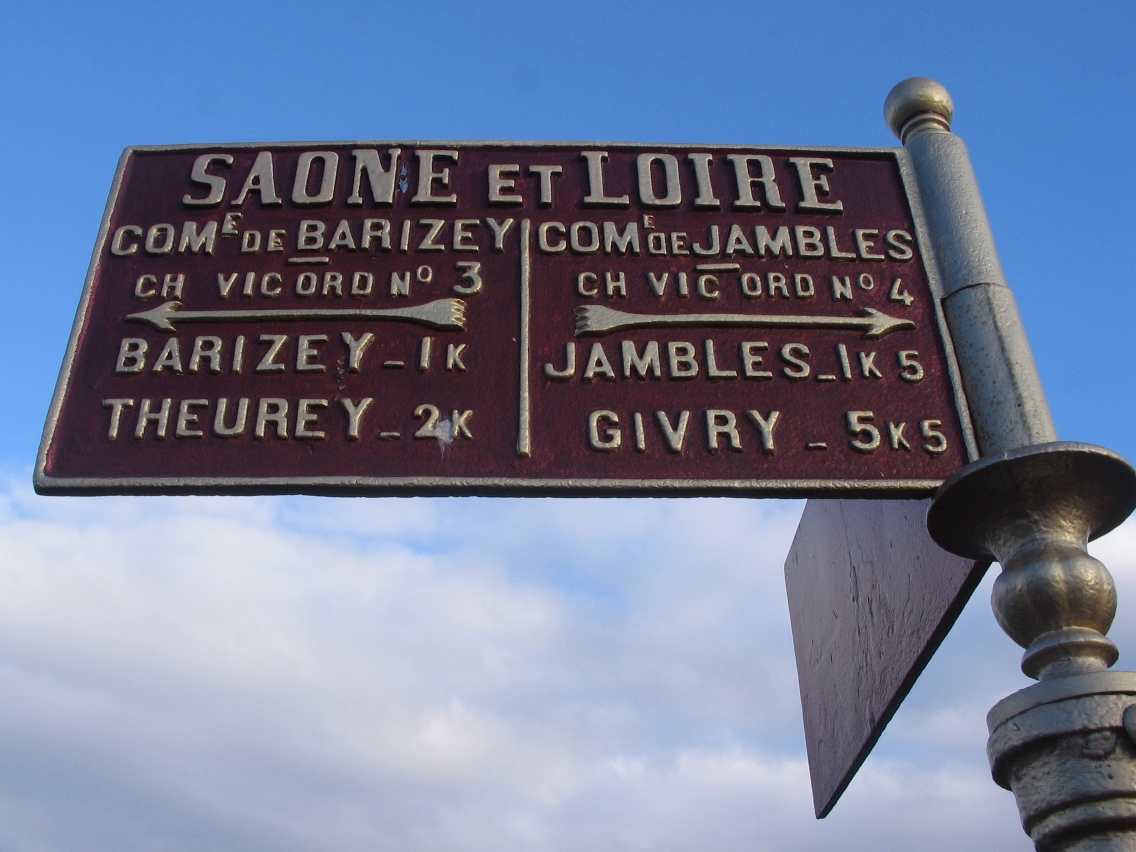
Séquence nostalgie...

## Pour approfondir